# Mudigere
Mudigere is een panchayatdorp in het district Chikmagalur van de Indiase staat Karnataka. 

## Demografie
Volgens de Indiase volkstelling van 2001 wonen er 8.962 mensen in Mudigere, waarvan 51% mannelijk en 49% vrouwelijk is. De plaats heeft een alfabetiseringsgraad van 82%. 